# Colegiata de Backnang

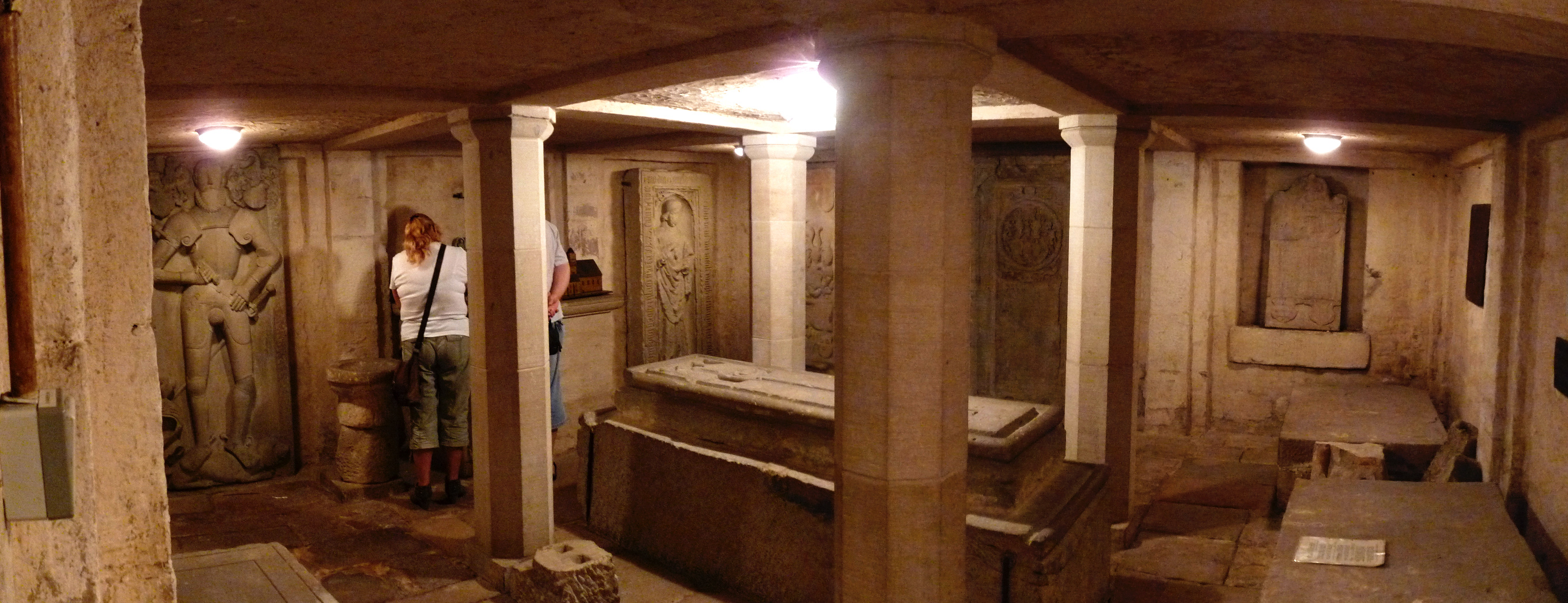
Cripta de los margraves de Baden.

La colegiata de Backnang es una colegiata de los canónigos regulares de san Agustín dedicada a san Pancracio en la ciudad de Backnang, en el centro de Baden-Wurtemberg, en Alemania.

## Arquitectura
De su fundación en el siglo XII conserva las torres románicas que flanquean el coro y el coro mismo, que es gótico tardío. La nave fue reconstruida de forma sencilla en 1697, tras un incendio que la había destruido en 1693.
Delante de la iglesia se encuentra una campana de 1739.

## Historia
La colegiata fue fundada antes de 1116 como monasterio por Germán II de Baden, margrave de Verona, y su esposa Judit von Backnang-Sulichgau. En 1116 el papa Pascual I confirmó la fundación. Ya en 1123 el monasterio tuvo que ser renovado bajo las órdenes de Germán II de Baden, con ayuda de agustinos del monasterio de Marbach en Alsacia. El monasterio fue de 1123 a 1243 panteón de los margraves de Baden pertenecientes a la dinastía Zähringer, gracias a lo que ganó rápidamente riquezas e influencia.
Debido a que la influencia de Baden se extendía principalmente hacia el sudoeste de Backnang, hacia el siglo XIII la ciudad se encontraba expuesta a la influencia de Wurtemberg. Como consecuencia, la margrave Irmengard bei Rhein trasladó en 1243 los restos de su marido Germán V de Baden al monasterio cisterciense de Lichtental.
En 1297 Backnang pasa a pertenecer a Wurtemberg. En 1366 Everardo II de Wurtemberg logra dominar las cuentas del monasterio. En 1477 el monasterio se transforma en una colegiata con permiso del papa Sixto IV.
En 1535 se suprime la colegiata. Los canónigos de Backnang consiguieron, a través de una protesta al emperador Carlos V, que la actividad se retomara por poco tiempo en 1551. En 1593 murió el último canónigo, con lo que la colegiata dejó de emplearse como tal.
De 1635 a 1649 el edificio fue usado por los jesuitas, que tuvieron que partir tras la Paz de Westfalia.
Desde la Reforma protestante, la colegiata sirve como iglesia principal de la comunidad protestante.